# Lagonda 16/80
La Lagonda 16/80 è un'autovettura di lusso prodotta dalla casa automobilistica britannica Lagonda dal 1932 al 1934.  È stata prodotta in versione berlina quattro porte, turismo quattro porte e sport due porte. Il numero "16" nel nome della vettura si riferiva alla potenza fiscale (per la precisione 15,7), mentre il "80" alla potenza in cavalli vapore britannici. In totale ne vennero prodotti 261 esemplari

## Il contesto

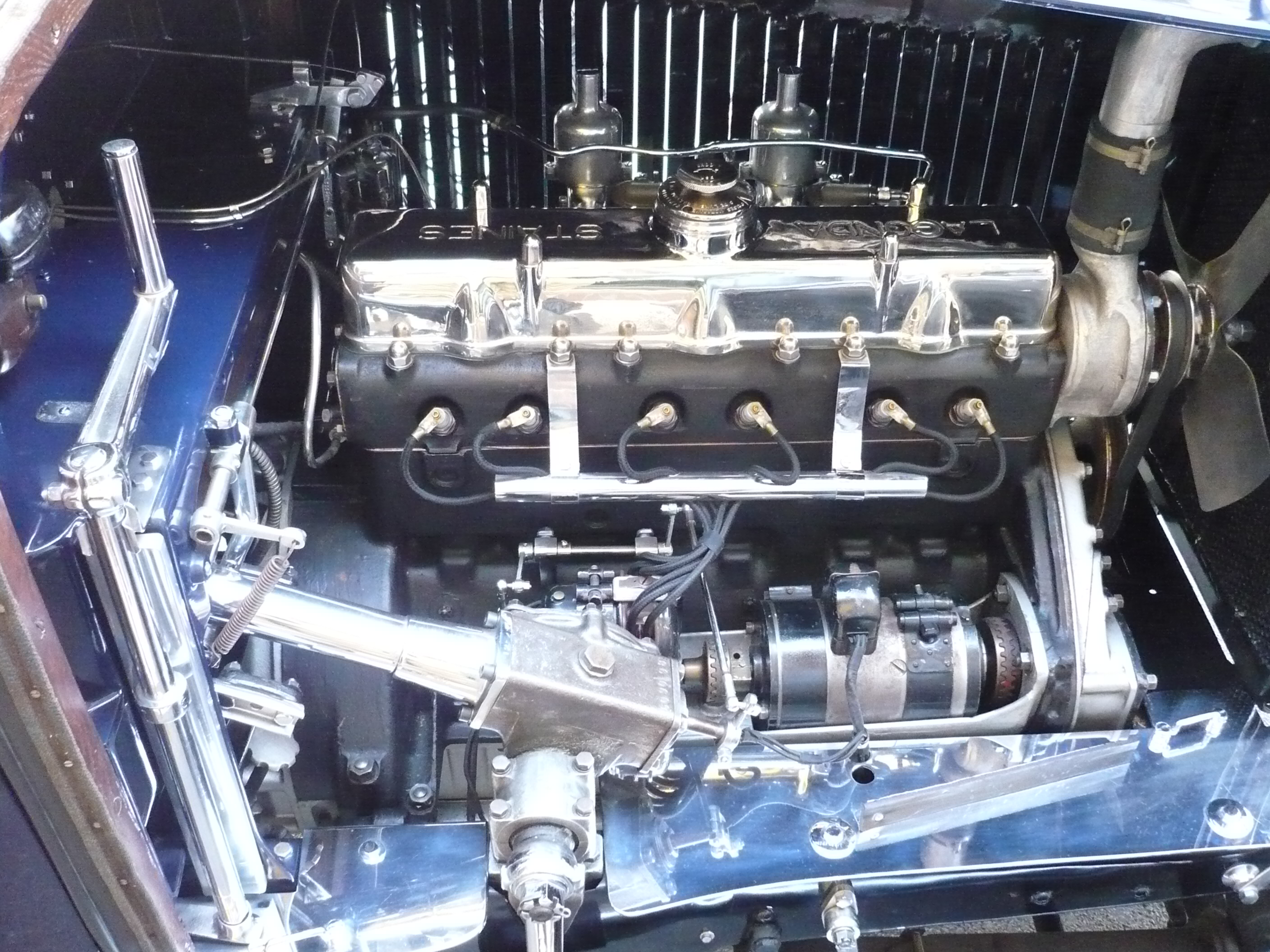
Il motore di una Lagonda 16/80

Ha sostituito la Lagonda 2-Litre, sebbene non ci sia stata continuità tecnica, visto che quest'ultima aveva un motore da 2 litri ma con quattro cilindri. Il numero "16" nel nome della vettura si riferiva alla potenza fiscale (per la precisione 15,7), mentre il "80" alla potenza in cavalli vapore britannici.
Nonostante la casa dichiarasse 80 cavalli vapore britannici, la potenza erogata realmente era molto probabilmente più bassa visto che la 16/80 raggiungeva, come velocità massima, solo i 129 km/h.
Fu l'unico modello Lagonda con montato un motore della Crossley Motors, con cui il marchio britannico aveva stipulato un accordo commerciale. Il motore fu però modificato dalla Lagonda adattandolo alle specifiche tecniche della casa.
Il modello fu ritirato dal mercato dopo soli due anni per alcune difficoltà finanziarie che colpirono la Lagonda in quegli anni.

## Caratteristiche tecniche
Il modello aveva installato un motore a sei cilindri avente una cilindrata di 1.991 cm³ e una distribuzione a valvole in testa. Dato che il motore era un Crossley, sulla Lagonda 16/80, in luogo del classico carburatore Zenith, che era montato su tutti gli altri modelli, fu installato un carburatore SU Carburettor. Nel 1933 fu offerto come optional un preselettore della E.N.V. per il cambio. La Lagonda 16/80 aveva una garanzia di nove anni che prevedeva il ritorno temporaneo alla casa per un check-up completo della vettura ogni tre anni.